# CubeSat

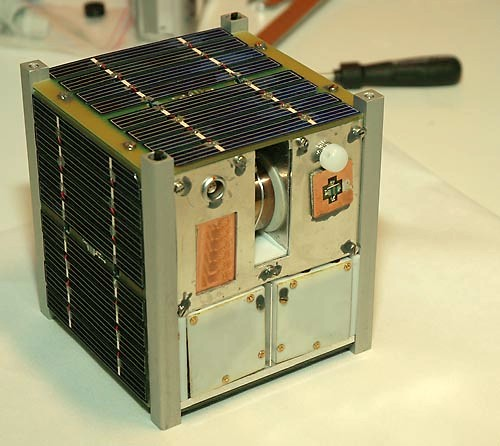
Ncube-2, un CubeSat Noruego

CubeSat es un estándar de diseño de nanosatélites, cuya estructura es escalable en cubos de 10 cm de arista y masa inferior a 1,33 kg.
El comienzo del proyecto data de 1999, cuando la California Polytechnic State University (Cal Poly) y la Universidad de Stanford desarrollaron las especificaciones del CubeSat para ayudar a universidades alrededor del mundo a realizar proyectos de ciencia espacial.
Aún cuando la mayor parte del desarrollo y lanzamientos de este tipo de satélites proviene de entornos académicos, existen varias compañías que se dedican al desarrollo de estos satélites, principalmente, Clyde Space y Pumpkin, Inc., así como empresas de mayor envergadura como Boeing. En España, en la actualidad, la compañía denominada PLD Space está desarrollando lanzadores baratos especializados en nanosatélites. Este formato de satélite es popular entre radioaficionados.

## Diseño

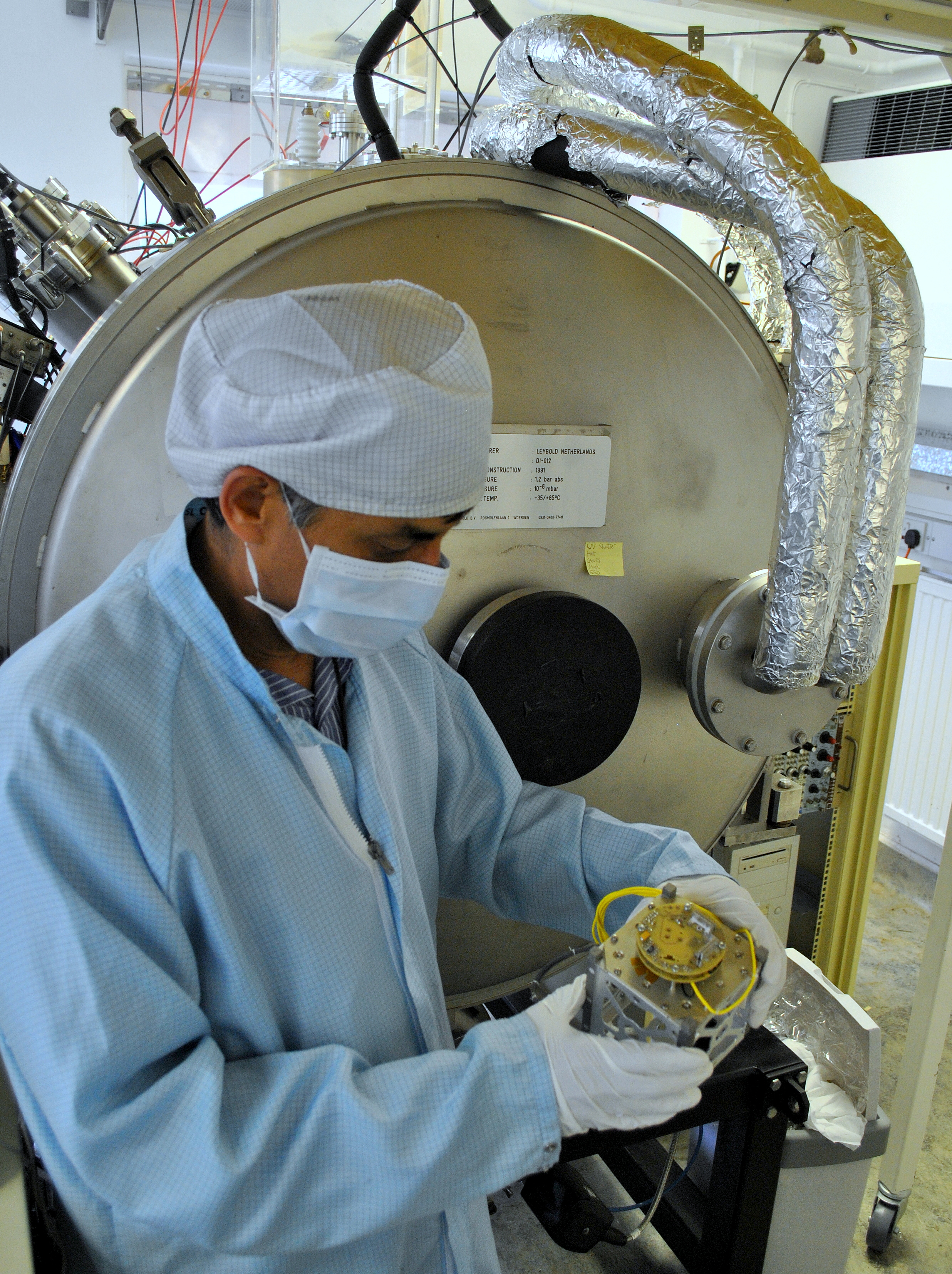
Científico sosteniendo un chasis de CubeSat

Las especificaciones CubeSat buscan cumplir varios objetivos específicos. La simplificación de la estructura del satélite permite el diseño y manufactura de un satélite funcional de bajo costo. La encapsulación del lanzador y la interfaz de la carga útil reducen problemas burocráticos y prohibiciones, que se daban durante el acuerdo del lanzador y el desarrollador. La unificación de cargas útiles y lanzaderas permite un rápido intercambio de cargas útiles y la integración a oportunidades de lanzamiento repentinas.
El término "CubeSat" es acuñado para denotar nanosatélites que se adhieren a los estándares descritos en el documento de especificaciones de CubeSats. Cal Poly publicó el estándar en un esfuerzo liderado por el profesor Robert Twiggs, en conjunto con profesor Jordi Puig-Suari. Más recientemente, Bob Twiggs, del Departamento de Aeronáutica y Astronáutica de la universidad de Stanford, actualmente miembro de la facultad de Ciencia Espacial en la universidad Morehead State, de Kentucky, ha contribuido intensamente a la comunidad CubeSat. Sus esfuerzos se han enfocado en CubeSats de instituciones educativas. Estas especificaciones no aplican a otros nanosatélites de forma cúbica, como el "MEPSI", de la NASA, poco más grande que un CubeSat.
En el 2004, con su relativamente pequeño tamaño, los CubeSats podían ser construidos y lanzados por un estimado entre $65.000 y $80.000. Este bajo costo, mucho menor que el de lanzamientos convencionales, ha convertido al CubeSat en una opción viable para escuelas y universidades alrededor del mundo. Debido a esto, un gran número de universidades, compañías y organizaciones gubernamentales alrededor del mundo están desarrollando CubeSats — entre 40 y 50 universidades en 2004, reportó Cal Poly.
El diseño más simple consta de un cubo de 10 cm de arista, denominado Cubesat "1U", o  CubeSat "1 Unidad". Los CubeSats son escalables, en incrementos de una o media unidad. También han sido construidos y lanzados CubeSats de "2U" (20×10×10 cm) y de "3U" (30×10×10 cm). En años anteriores, plataformas de lanzamiento de mayores dimensiones han sido propuestas, para extender las capacidades de los CubeSats más allá de aplicaciones académicas y de validación tecnológica, apuntando a experimentos más complejos.
Debido a que la sección más usual de un CubeSat mide 10 cm² de área, independientemente de su longitud, todos pueden ser lanzados utilizando un método común de despliegue. Así, éstos son lanzados y desplegados desde un mecanismo llamado Poly-PicoSatellite Orbital Deployer (P-POD), también diseñado y construido por Cal Poly. Los P-PODs se montan en un vehículo de lanzamiento y llevan a órbita a los CubeSats en su interior, desplegándolos cuando la señal es enviada desde el vehículo de lanzamiento.
Los CubeSats son una forma costo-efectiva de enviar una carga útil a órbita. Gran parte de los CubeSats llevan uno o dos instrumentos científicos de medida como su carga útil primaria.

## Historia

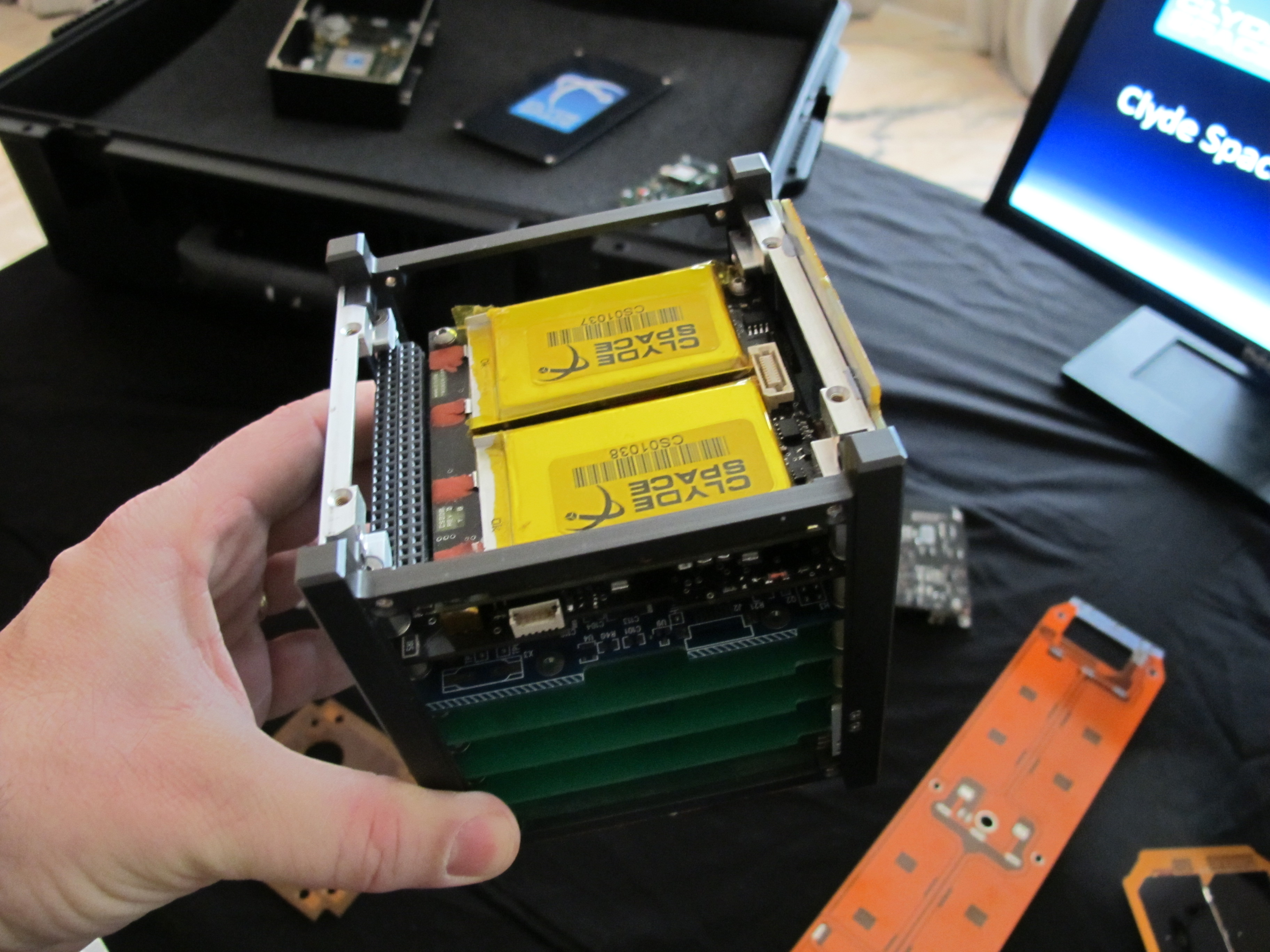
CubeSat de 1U con componentes de Clyde Space

El diseño referencial del CubeSat fue propuesto en 1999 por el profesor Jordi Puig-Suari de la California Polytechnich State University y el profesor Robert 'Bob' Twiggs de Stanford. : 159  El objetivo era permitir a estudiantes graduados el diseñar, construir, probar y operar un satélite en el espacio con capacidades similares al del primer satélite, Sputnik. El CubeSat no buscaba ser convertido en un estándar; más bien, se convirtió en un estándar con el paso del tiempo. Los primeros CubeSats se lanzaron en junio de 2003, en un Rockot ruso y, al 2008, aproximadamente 75 CubeSat se habían colocado en órbita.
La necesidad de un satélite de ese tamaño se volvió visible en 1998, como resultado de un trabajo realizado en la universidad de Stanford y su facultad de desarrollo de sistemas espaciales. En ella, los estudiantes habían estado trabajando en el microsatélite OPAL (Orbiting Picosatellite Automated Launcher) desde 1995. La misión del OPAL era desplegar un picosatélite y derivó en un sistema de despliegue que era terriblemente complejo y tenía éxito intermitentemente. Con retrasos acumulados en el proyecto, el profesor Twiggs buscó el apoyo de DARPA, que resultó en el rediseño del mecanismo de lanzamiento a una placa que empujaba los satélites con un resorte, y que los mantenía en su lugar a través de una puerta rebatible.: 151–157 
Deseando disminuir el ciclo de desarrollo que experimentaron con el OPAL e inspirado por los picosatélites que el OPAL llevaba, el profesor Twiggs buscó encontrar la relación ideal entre tamaño y dificultad de desarrollo. Los picosatélites en el OPAL eran de 10,1 x 7,6 x 2,5 cm, un tamaño que no permitía colocar celdas solares en toda el área del satélite, un requerimiento para un satélite que giraba en órbita. Inspirado por una caja de plástico de 4 pulgadas usada para mostrar juguetes en tiendas, Twiggs alentó el cubo de 10 centímetros de arista como una pauta para el nuevo, aún por nombrar, diseño de satélite cúbico. Un nuevo modelo de lanzadera desarrollada para el nuevo satélite se inspiró en aquella diseñada para el OPAL. Twiggs presentó la idea a Puig-Suari en el verano de 1999 y luego en la conferencia de Science, Technology, and Space Applications Program (JUSTSAP) de Japón-Estados Unidos en noviembre de 1999.: 157–159 